# Секуляризм

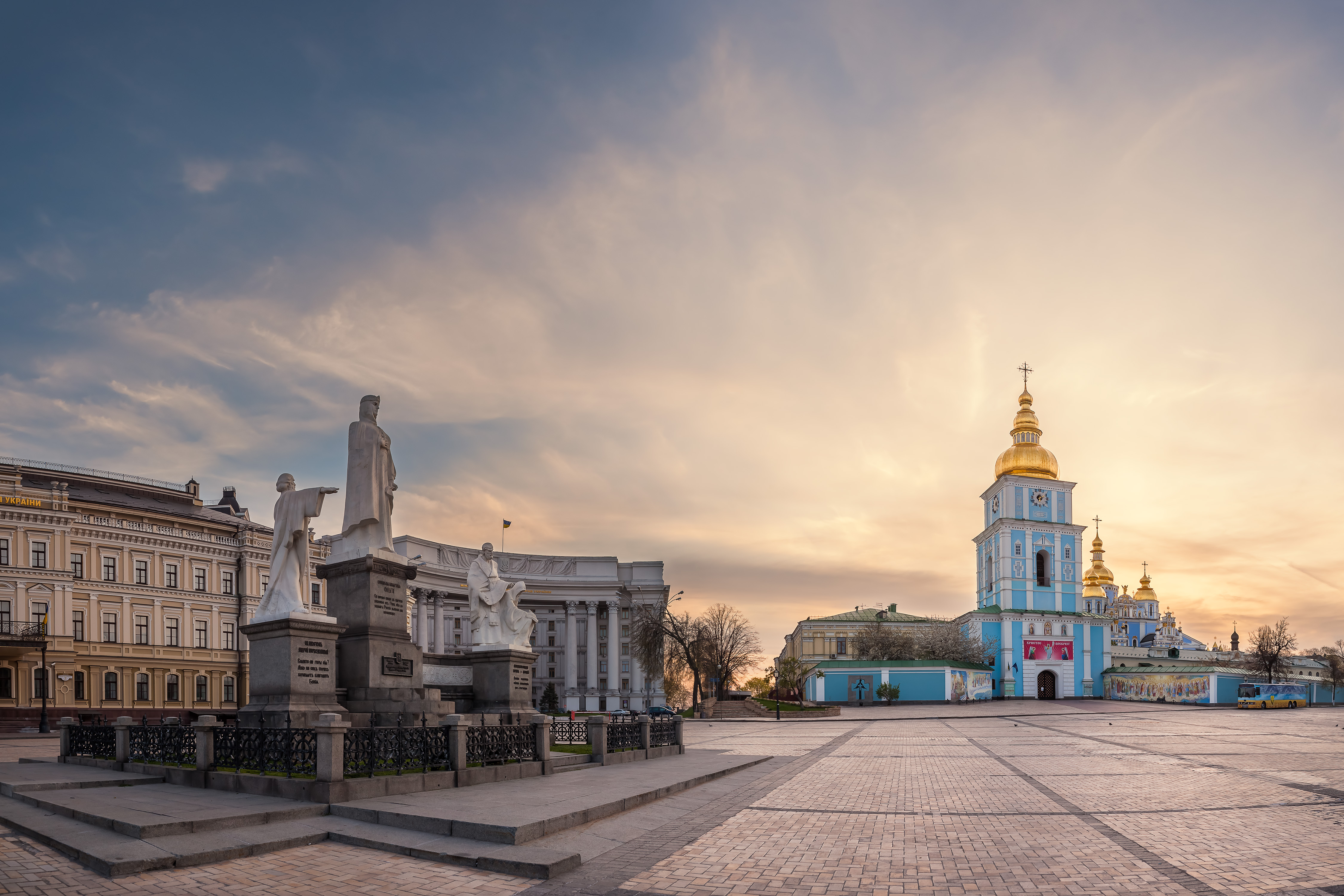
Михайлівська площа в Києві, де розташовані як храм, так і світські установи

Секуляри́зм (від лат. saecularis — світський) — філософсько-світоглядний напрям, який стверджує необхідність відділення релігії від світського життя — політики, освіти тощо. Також термін може вживатися на позначення тенденції зменшення ролі релігії у політичному, соціальному та особистому житті. Секуляризм не слід плутати із атеїзмом, агностицизмом та індиферентизмом. Процес втілення секуляризму часто називають секуляризацією. Стан розділення релігійної та світської сфер має назву секулярності.
Секуляризм можна розділити на два типи: «жорсткий» і «м'який». За «жорсткого» секуляризму релігія вважається шкідливою і пропагується її маргіналізація, викорінення. «М'який» різновид визнає право людей належати до певної релігії, або й користь від цього, проте проголошує принцип взаємного невтручання релігії та світського життя. З 1960-х років утверджується думка, що секуляризм нездійсненний на практиці і на зміну йому прийшов чи все ще приходить постсекуляризм.

## Характеристики секулярного суспільства

Держави, в яких певна релігія офіційно затверджена

Сучасні західні демократичні суспільства здебільшого оцінюються як «м'які» секулярні. В них проголошується, що ніяка сила не може володіти монополією у встановленні погляду на Всесвіт і місце людини в ньому; визнається, що люди мають певні спільні цілі, тому для цього належить виробляти узгоджені методи вирішення проблем та загальну систему права; суспільство не ставить жодної загальної мети для всіх своїх представників або ідеалу поведінки, але допомагає своїм членам реалізувати власні цілі, якщо вони не порушують чиїхось прав і свобод. Секулярне суспільство підходить до вирішення проблем раціонально, шляхом вивчення фактів і рівної участі в цьому компетентних осіб, незалежно від їхнього класового походження, раси тощо. Універсальні права людини переважають над релігійними вимогами. Віряни будь-якої релігії та невіруючі за секуляризму рівні перед законом і однаково можуть брати участь у виборах або представляти інтереси своєї групи. Кожна людина може однаково бути вільною як у виборі релігії, так і виборі не належати до жодної. Всім надається свобода слова, всі ідеї та переконання відкриті для обговорення.
У політичному плані секуляризм — це рух до розділення релігії та держави, що проявляється в розділенні ними функцій, заміні законів, заснованих на священних текстах, цивільними законами, усунення дискримінації на ґрунті релігії.

## Історія

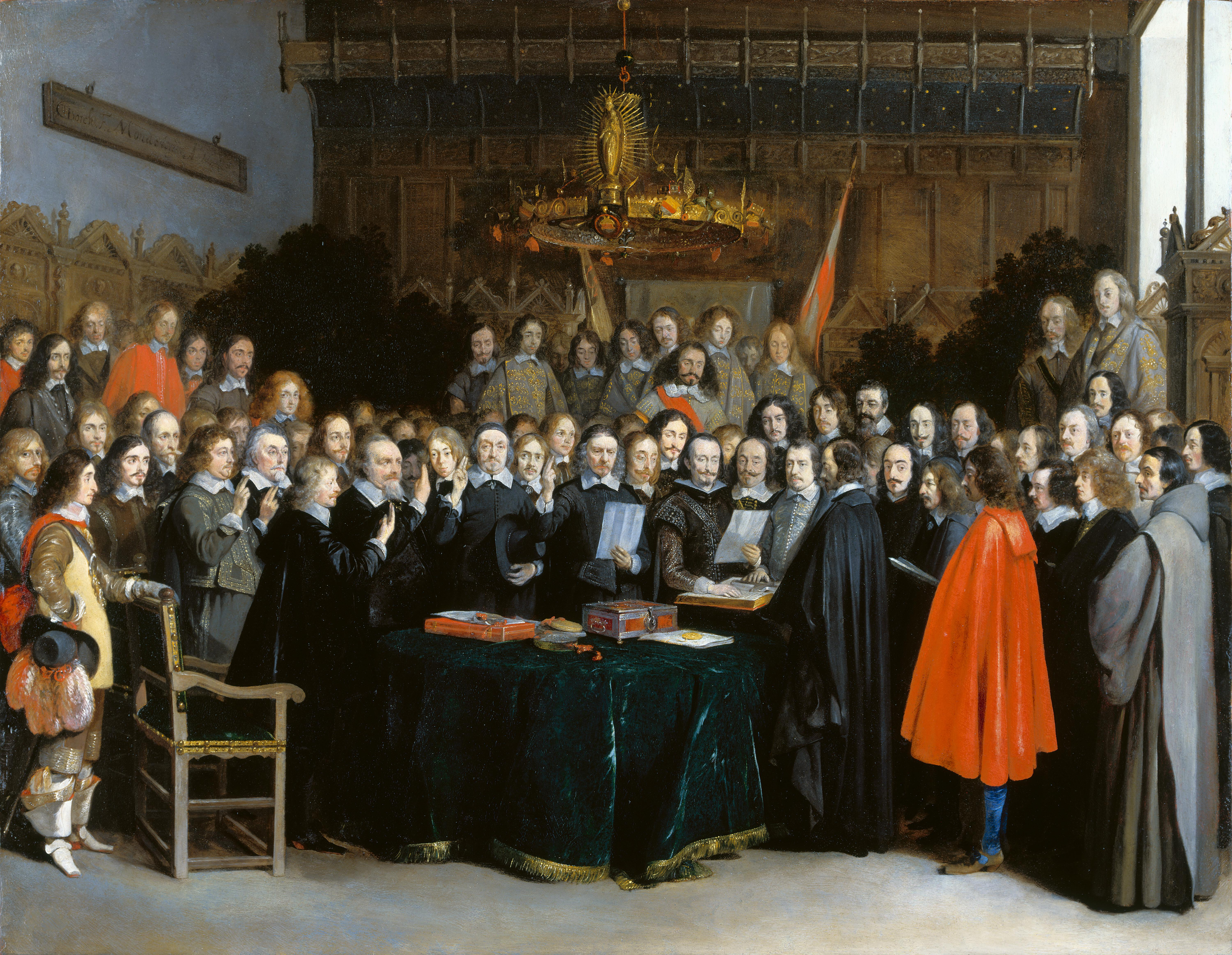
Підписання Вестфальського миру, картина Герарда Тернборха, 1648 р.

Термін «секуляризм» уперше використав британський письменник Джордж Голіок в 1851 році. Ним він описував свої погляди щодо місця релігії в суспільстві, за якими релігія не повинна заперечуватися, проте не повинна втручатися у світське життя. Однак, сама ідея відділення релігії від світського життя існувала ще в стародавні часи, зокрема в ісламського середньовічного мислителя Аверроеса, котрий стверджував, що релігія й філософія не суперечать одна одній, бо відповідають на різні питання. Зародження секуляризму часто асоціюється з антирелігійними настроями епохи Просвітництва в Європі, хоча світські держави існували ще за раннього середньовіччя в ісламському світі. Таким був Омеядський халіфат, де світська та релігійна еліти мали власні вертикалі влади, незалежні одна від одної.
Найсильніше панування релігії над світським життям у Європі припадало на XIII — початок XIV століття. Саме в цей час відбулися головні Хрестові походи проти мусульман і язичників, що мали на меті, окрім встановлення християнства, поширення політичної влади й відкриття нових торговельних шляхів. Хоча релігійні цілі здебільшого не були досягнуті походами, європейська культура завдяки їм суттєво збагатилася, а економіка отримала великий поштовх до розвитку. Піднесення протестантизму спочатку посилило релігійність у Західній Європі та зумовило релігійні війни, такі як гуситські війни 1419—1434, Тридцятирічну війну 1618—1648, й католицьку Контрреформацію 1560—1648 років. Однак, зрештою урізноманітнення релігійних течій і виснаження учасників бойових дій призвели до посилення релігійної терпимості.
Початком секуляризації в Європі в сучасному вигляді вважається Вестфальський мир (1648), який заклав основи національних держав і міжнародного права. Хоча такі сучасні дослідники, як Хосе Казанова, критикували цю думку, вказуючи, що закінчення Тридцятирічної війни ще не створило світські держави, а створило держави, де протестантизм зрівняно в правах із католицизмом. Секулярні ідеї XVII—XIX століть були різноманітні в плані ставлення до релігії. Деякі мислителі, такі як Джон Лок і Джон Стюарт Мілль, виступали за релігійну толерантність, тоді як інші, особливо у Франції за часів Просвітництва, жорстко критикували релігію. Такі, як Вольтер, вважали, що релігія корисна для представників нижчих класів, зберігаючи їх чесними, старанними і миролюбними. Французька революція 1789—1799 утвердила думку, що націоналізм цілком може конкурувати з релігійністю або навіть замінити її. Націоналізм створив ідеологічну основу для нерелігійної лояльності, а також полегшив поширення рівних прав громадян, які сповідують різні релігійні переконання. Світська національна держава в XIX столітті швидко набуває більшої ваги в регулюванні життя, ніж церква. Період з 1860 по 1914 рік відзначений поширенням секуляризації в Європі та розквітом оптимістичних теорій еволюційного прогресу людини Карла Маркса, Оґюста Конта, Герберта Спенсера та ін., за якими релігія — це дораціональна форма осягнення світу, що існує тепер як атавізм.
У східноєвропейських країнах, де переважало православне християнство, секуляризм міцніє між XVII і початком ХХ століття. Так, Петро I призначив представника уряду головним прокурором синоду. Катерина II конфіскувала значну частину церковних земель, і наступники царів XIX століття вжили подальших заходів для контролю над православною церквою, позбавляючи її політичної сили.

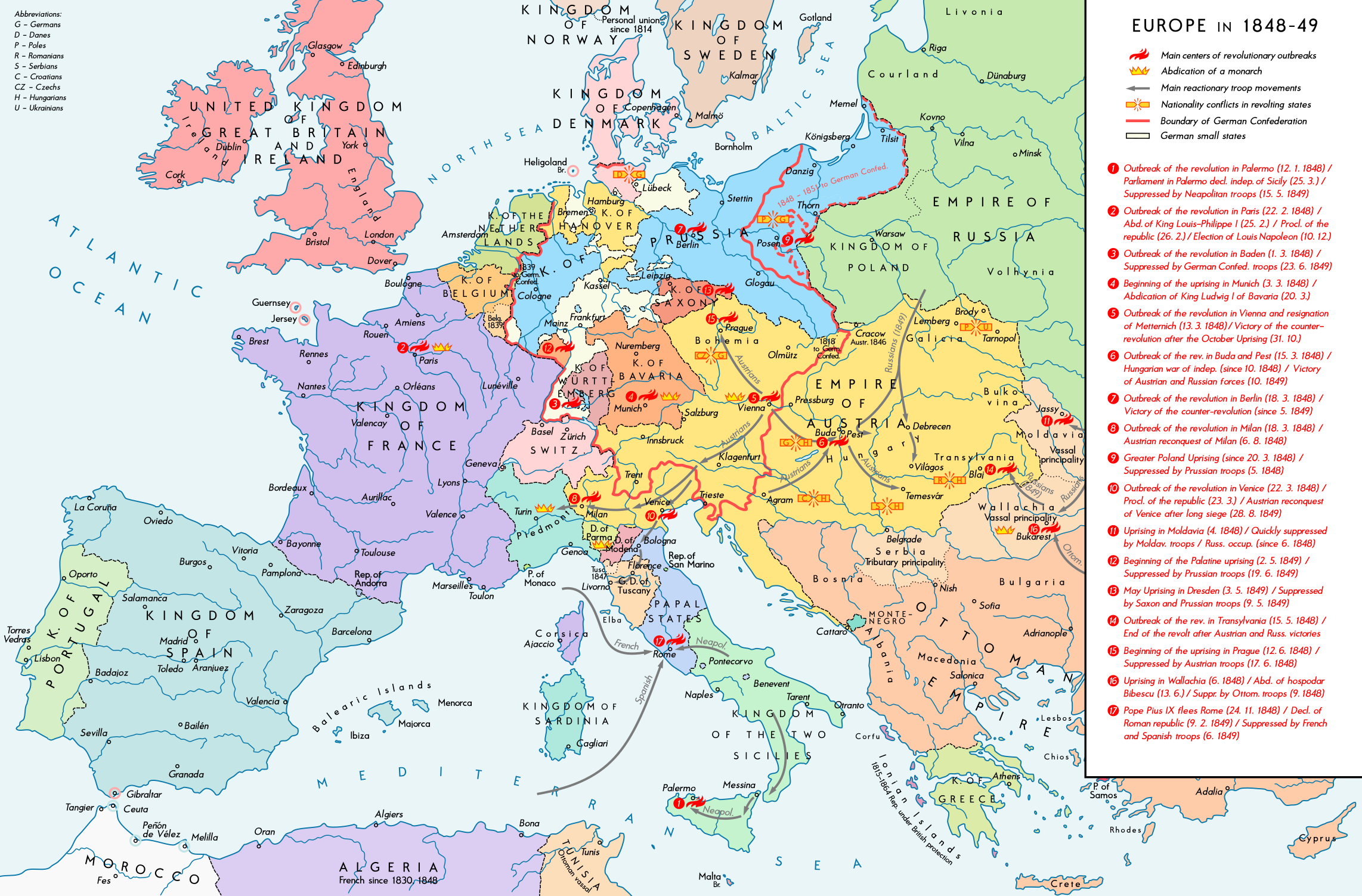
Політична мапа Європи після революцій 1848-1849 р. Поява національних держав кинула виклик релігійній владі

Тріумфом секуляризму в європейській культурі вважається твердження про «смерть Бога» в «Веселій науці» (1882) Фрідріха Ніцше. В теології він укорінився в 60-х роках ХХ століття, коли американські теологи Габріель Ваханян, Гарві Кокс, Шуберт Огден, Томас Альтицер, Віктор Гамільтон, Пол Ван-Бюрен пропагували програми «теології безрелігійного християнства» і «теології мертвого Бога», за яких релігія не претендує на статус носія чи джерела світського знання.
Соціальні та політичні науки в XX ст. завдяки таким дослідникам, як Макс Вебер (зокрема праця «Протестантська етика і дух капіталізму», 1905) і Еміль Дюркгайм («Елементарні форми релігійного життя», 1912), визнали соціально-інтегративну функцію релігії: вона регулює діяльність суспільства, визначаючи цінності й правила поведінки, об'єднує групи людей на ґрунті релігії, сприяє стабільності культури. Вони відзначали, що релігія в міру розвитку суспільства поступається науці в формуванні світогляду та світській владі в законодавстві. Причини цього вбачаються в науково-технічному прогресі, що створює для людини штучне середовище життя, де людина відчуває дедалі більшу екзистенційну захищеність і все менше шукає захисту в надприродних сил.
Попри прогнози, в другій половині XX століття в Західному світі відбувся стрімкий розвиток релігій з появою нових напрямків, загальним зростанням релігійності та проникненням релігії в політичну сферу. Зростання ісламського радикалізму, ісламізації Європи й теракти 11 вересня 2001 року спонукали до перегляду політики невтручання світської влади в релігію. Також проявилися тенденції до десекуляризації — зворотного секуляризації процесу, наприклад, в наслідках Іранської революції 1979 року, або «сатанинській паніці» в США 1980-х, коли релігійні переконання народних мас мали суттєвий вплив на світське життя. Прикладом невдалої секуляризації слугують країни з комуністичною ідеологією, в яких домінування світського життя над релігійним призвело до втрати як релігійних, так і політичних свобод.
В суспільствах XX століття стали активно проявлятися явища, котрі мають риси релігії, проте виникають поза церквою чи іншими релігійними інституціями. Так, твори масової культури, широко послуговуються образами й сюжетами, взятими зі світових релігій. Чарльз Тейлор у книзі «Секулярна епоха» (2007) писав, що за Нового часу невір'я стало офіційною нормою, хоча людина, якщо не має орієнтирів у житті, продовжує шукати їх у релігії як тій формі осягнення світу, котра забезпечувала це впродовж більшої частини історії. Відмінність сучасної релігії полягає в тому, що вона індивідуальніша і завдяки мас-медіа можливо створити власну релігію, комбінуючи елементи різних вірувань, аби найефективніше задовільняти свої потреби. Таким чином, релігія, принаймні на індивідуальному рівні, за сучасності не зменшила значення. Релігія, все менше обмежена думкою авторитетів або загалу, стає додатковим засобом самоідентифікації, а об'єднання на ґрунті релігійних поглядів фрагментарніші, ніж у минулі епохи, але тим самим і нерідко ефективніші.
Лінгвістичний поворот посприяв сумнівам у тому, що світська влада й наука повинні бути публічними авторитетами; що істина в принципі може належати кому-небудь поза мовним контекстом. Такі філософи, як Жан-Франсуа Ліотар стверджували, що жодна система знань не може надавати істину, а може тільки легітимізувати її через так звані гранднаративи. Ліотар працею «Стан постмодерну» (1979) задав розуміння істини як відносної, хто б її не проголошував. Вільям Коннолі в книзі «Чому я не секулярист» (1999) критикував секуляризм за його претензії на правильність та істинність, вказуючи, що релігійні та метафізичні концепції належить розглядати як рівноцінні з політичними, інакше принципи рівності та визнання різноманітності не можуть виконуватися, перетворюючись на дискримінацією за ознакою віри/невір'я. Тому потрібно враховувати релігійні вірування, виробляючи шляхи взаємодії релігійних інституцій та політики. Політолог Альфред Стефан охарактеризував у 2001 році такі стосунки як «подвійну терпимість» між релігією та світською владою.
Юрген Габермас популяризував термін «постсекуляризм» для позначення нинішнього часу, коли потрібно шукати мирний діалог і терпиме співіснування між вірою і знанням. Габермас називав це «постметафізичним мисленням», за якого загальні правила поведінки визначаються в ході спільного обговорення, а не твердження про апріорну правильність тієї чи іншої позиції. Джон Роулз ще в 1993 році писав, що навіть непримиренні доктрини можуть продуктивно взаємодіяти, обмінюючись публічними аргументами, що подаються в термінах політичних концепцій справедливості.